# DN57A
De DN57A (Drum Național 57A of Nationale weg 57A) is een weg in Roemenië. Hij loopt van Pojejena via Socol naar Servië. De weg is 26 kilometer lang en loopt over de oever van de Donau door de IJzeren Poort. 